# Eigenfertigung oder Fremdbezug
Eigenfertigung oder Fremdbezug oder Make-or-Buy (Abkürzung mob; v. englisch make, „herstellen“ und englisch buy, „kaufen“) ist in der Wirtschaft eine Produktionsstrategie von Unternehmen, Produkte oder Dienstleistungen selbst herzustellen (Eigenfertigung) oder auch Vorleistungsgüter von Lieferanten oder Zulieferern zu beschaffen (Fremdfertigung).

## Allgemeines
Vorleistungsgüter können Bauteile, Dienstleistungen, Halbfabrikate oder Zwischenprodukte sein, die zu einem Endprodukt weiterverarbeitet werden. Eigenfertigung oder Fremdbezug wirkt sich unmittelbar auf die Fertigungstiefe aus, denn sie entscheidet darüber, wie hoch der Anteil der Eigen- und Fremdfertigung in einem Unternehmen ist:
{\displaystyle {\text{Fertigungstiefe in Prozent}}={\frac {\text{Eigenfertigung}}{\text{gesamte Fertigung}}}\cdot 100}.
Die Fertigungstiefe (oder Eigenfertigungsquote) sinkt bei Fremdbezug, Outsourcing (Offshoring, Onshoring) und steigt bei Insourcing und Vorwärtsintegration.
Neben Eigenfertigung und Fremdbezug gibt es weitere Möglichkeiten, Arbeitsteilung bei einer Wertschöpfung zu realisieren, zum Beispiel mittels Lohnunternehmern bzw. Lohnfertigung.

## Ursprung
Ihren Ursprung findet die Frage nach Eigenfertigung oder Fremdbezug unter anderem in Ronald Coases 1937 erschienenem Buch The Nature of the Firm, welches die Thematik der vertikalen Integration von Produktions- und Beschaffungsprozessen in Unternehmen diskutiert. Die darauf aufbauende Transaktionskosten-Ökonomie, maßgeblich entwickelt von Oliver Williamson, entwickelt die Make-or-Buy-Entscheidung weiter und untersucht sie im Zusammenhang mit Führungs- und Steuerungsstrukturen in Unternehmen, welche sich letztendlich in der Make-or-Buy-Entscheidung wiederfinden.

## Beschreibung
Jede Arbeitsteilung bedarf der Koordination und bringt Transaktionskosten und -risiken mit sich.
Man kann sich auch dafür entscheiden, statt bei einem („Single Sourcing“) bewusst bei mehreren Lieferanten zu kaufen, um Abhängigkeiten bzw. andere Nachteile zu vermeiden (Hauptartikel: Beschaffungsstrategie)
Schlanke Produktion (englisch lean production) ist ein Begriff für die Idee, sich auf das Kerngeschäft zu konzentrieren, also auf Gebiete, auf denen das Unternehmen einen komparativen Kostenvorteil beispielsweise durch Spezialisierung oder durch Größenvorteile (economies of scale) hat. Manche Unternehmen reduzieren zur Verfolgung dieses Ziels Eigenfertigungsanteil oder Fertigungstiefe. Der Einkauf bestimmter – zum Beispiel selten benötigter – Dinge bei spezialisierten Lieferanten kann die Wettbewerbsfähigkeit des Unternehmens stärken.
Dagegen sind auch Economies of Scope (Verbundvorteile) möglich, wenn man sich gegen eine lean production entscheidet.
Kriterien für eine systematische Make-or-buy-Entscheidung sind neben Transaktionskosten die Zuverlässigkeit der Belieferung und auch die mögliche (unerwünschte) Abhängigkeit von Lieferanten. Im Zuge der Reduzierung der Fertigungstiefe können ganze Werksteile oder ganze Werke geschlossen werden bzw. an Zulieferer verkauft werden, z. B. die Gießerei eines Automobilunternehmens, wenn die Verantwortlichen sich dafür entschieden haben, die Gussteile einzukaufen. Eine Alternative dazu ist es, dass diese nicht mehr nur werksintern arbeiten, sondern ihre Dienste und Leistungen auch extern anbieten bzw. vermarkten. Ein bekanntes Beispiel ist das des Porsche-Entwicklungszentrums in Weissach: Es arbeitet seit langem auch für andere Automobilhersteller (siehe auch Coopetition, die Dualität von Konkurrenz und Kooperation auf Märkten).
Eine intensivierte Kostenrechnung (Controlling)  bzw. die Schaffung von Profit-Centern haben in vielen Unternehmen die Transparenz erhöht und das Bewusstsein für Kosten, Nutzen, Mengen und Auslastungsgrade in Unternehmen geschärft.

## Anwendung
Untersuchungen zum Thema Eigenfertigung oder Fremdbezug sind vielfältig. Stammen sie ursprünglich aus dem Bereich vertikalen Integration von Lieferketten in unternehmerische Planungen, findet sich heute Anwendungen der zugrundeliegenden Theorie und Analyse in Bereichen wie Agronomie und Agrarökonomie, Forschung und Entwicklung sowie human capital, der Analyse sogenannter hybrider Steuerungsmodi (also weder Eigenfertigung noch Fremdbeschaffung) wie Franchising, oder der Untersuchungen zur Effizienz von Agrarumweltmaßnahmen, Natur- und Artenschutzprogrammen.

## Stromerzeugung
Im Stromhandel sichern Kraftwerke ihre voraussichtliche Stromerzeugung auf den Terminmärkten ab. Ob das Kraftwerk tatsächlich fährt, entscheidet sich jedoch erst kurzfristig am Spotmarkt. Das liegt daran, dass ein Kraftwerk jeden Tag für den Folgetag eine Make-or-Buy-Entscheidung trifft. Hat das Kraftwerk seinen erzeugten Strom bereits zu auskömmlichem Preis am Terminmarkt verkauft, für den Folgetag ergibt sich aber ein Preis unter Erzeugungskosten, dann ist es für das Kraftwerk sinnvoll, den Strom nicht zu produzieren und stattdessen am Spotmarkt (zurück) zu kaufen. Hat es auf Basis der Terminpreise ursprünglich entschieden zu stehen und nichts verkauft, wird es trotzdem spontan entscheiden zu fahren und Geld zu verdienen, wenn es sich auf Basis der Spotpreise lohnt.